# Bataille de Carlisle
Guerre de Sécession
Batailles
Campagne de Pennsylvanie
- Franklin's Crossing
- Brandy Station
- 2e Winchester
- Aldie
- Middleburg
- Upperville
- 2e Fairfax Court House
- Corbit's Charge (en)
- Hanover
- Sporting Hill
- Carlisle
- Gettysburg
- Retraite de Gettysburg
- Fairfield
- Monterey
- Williamsport
- Boonsboro
- Funkstown
- Manassas Gap

La bataille de Carlisle est une escarmouche de la guerre de Sécession qui s'est déroulée en Pennsylvanie le même jour que la première journée de la bataille de Gettysburg (en). La cavalerie confédérée de Stuart engage brièvement la milice de l'Union commandée par le major général William F. « Baldy » Smith à Carlisle et met le feu à la caserne de Carlisle. La cavalerie de Stuart se retire et n'arrive seulement que le deuxième jour de la bataille de Gettysburg (en), au grand dam du général Robert E. Lee[réf. nécessaire].

## Contexte
Après l'installation de Carlisle en 1741, le poste militaire de la caserne de Carlisle est établi vers 1757 et est une École de cavalerie des États-Unis (en) (par exemple, quatre compagnies du capitaine Stoneman sont dans le camp à Horner’s Mill (en) le 6 mai 1861). En juin 1863, la cavalerie des baraques s'est « retirée sur Harrisburg ».
Le 27 juin 1863, le second corps du lieutenant général confédéré Richard S. Ewell de l'armée de Virginie du Nord s'arrête à Carlisle sur le chemin de Harrisburg et réquisitionne du ravitaillement, du fourrage, et de la nourriture auprès de la population. Ewell, aussi bien que quelques-uns de ses officiers, ont stationné dans les baraques de Carlisle avant la guerre de Sécession lorsqu'ils étaient membres de l'armée des États-Unis. Il s'arrête à Carlisle pendant qu'il envoie sa cavalerie sous le commandement du  brigadier général Albert G. Jenkins (en) vers la rivière Susquehanna et Harrisburg. Après avoir fait reposé la plupart de son infanterie pendant toute la nuit, Ewell se déplace vers le nord dans l'espoir de capturer la capitale de l'État.
Après de départ des confédérés en réponse à un ordre le Lee pour se concentrer près de Gettysburg, Carlisle est de nouveau occupé par Baldy Smith et un petit contingent des milices de New York et de Pennsylvanie du département de la Susquehanna (en), envoyés par le commandant du département le major général Darius N. Couch. Les 32nd et 33rd Pennsylvania Volunteer Militia, la batterie d'artillerie de la milice de Landis's Philadelphia, et une compagnie du 1st New York Cavalry forment la force de Smith.

## Le raid de Stuart
Pendant le début de la soirée du 1er juillet 1863, Stuart dirige deux brigades de cavalerie, à la fin de leur raid dans le Maryland et la Pennsylvanie, vers Carlisle pour rechercher du ravitaillement et pour tenter de cerner les intentions des troupes d'Ewell[réf. nécessaire]. Une troisième brigade sous les ordres de Wade Hampton, reste en arrière dans le comté de York pour garder un train de 125 chariots de ravitaillement fédéraux capturés. Au lieu de trouver Ewell, Stuart rencontre les hommes de la milice de Smith. Malgré leur large supériorité numérique, les troupes de Stuart sont trop fatiguées par un mois de campagne pour attaquer purement et simplement la ville, et Stuart craint au début que les troupes de l'ennemi soient des vétérans de l'armée du Potomac[réf. nécessaire].
Après avoir appris que les hommes de Smith ne sont que de la milice, Stuart envoie le major général Fitzhugh Lee dans Carlisle avec un drapeau blanc, demandant à Smith soit d'évacuer la ville soit de faire sortir les femmes et les enfants. Smith répond qu'il l'a déjà fait, et refuse de se rendre. L'artillerie montée de Stuart sous les ordres du capitaine James Breathed commence alors à bombarder la ville. Après avoir bombardé Carlisle pendant plusieurs heures, Stuart reçoit l'information selon laquelle les combats ont débuté au sud ouest de Gettysburg entre les deux principales armées. Incapable de prendre la ville par la force, Stuart se désengage, ayant ordonné à ses troupes de mettre le feu à la caserne de Carlisle. Les troupes de Stuart se mettent en mouvement vers les combats de Gettysburg vers 1 heure du matin le 2 juillet 1863.
En plus des pertes minimes tant du côté fédéral que confédéré, un chantier de bois et les usines de gaz de la ville sont détruits à la suite de l'incendie. Néanmoins, le retard de Stuart à Carlisle a un impact sur sa capacité à faire la jonction avec l'armée principale de Lee.